# Мута-Єлга
Мута́-Єлга́ (рос. Мута-Елга, башк. Мутайылға) — присілок у складі Аскінського району Башкортостану, Росія. Входить до складу Мутабашівської сільської ради.
Населення — 237 осіб (2010; 295 у 2002).
Національний склад:
- башкири — 97 %